# Emil Schemmel
Karl Emil Schemmel (* 21. Januar 1887 in Schadewitz, Landkreis Luckau; † 1. November 1945) war ein deutscher Kommunalpolitiker (KPD), Gewerkschafter und Widerstandskämpfer gegen den Nationalsozialismus.

## Leben
Schemmel arbeitete nach Abschluss der Schulzeit zunächst in der Landwirtschaft. Im Alter von zwanzig Jahren begann er als Arbeiter bei der Deutschen Reichsbahn und war dort später als Schaffner beschäftigt. 
Schemmel trat dem Spartakusbund bei und war 1919 Mitbegründer der Heidenauer Ortsgruppe der Kommunistischen Partei Deutschlands (KPD). Er wirkte als Organisationsleiter der KPD und Hauptkassierer der Internationalen Arbeiterhilfe. Schemmel war zudem Mitglied der Roten Hilfe und des Roten Frontkämpferbundes. Daneben engagierte er sich in seiner Freizeit außerdem für seine Kolleginnen und Kollegen als "Hauptfunktionär" der Eisenbahngewerkschaft in Heidenau. Von 1920 bis 1933 war er Stadtverordneter in Heidenau. 
Nach der „Machtergreifung“ der Nationalsozialisten gehörte er zu den ersten Heidenauern, die verhaftet wurden. Am 28. Februar 1933 wurde er an seinem Arbeitsplatz im Bahnhof Heidenau verhaft und am 1. März ins Polizeipräsidium Dresden gebracht. Am 12. April 1933 wurde Schemmel in das KZ Königstein-Halbestadt verschleppt und dort gefoltert. Nach kurzer Zeit in Freiheit wurde er im Juli 1933 erneut verhaftet und im KZ Hohnstein inhaftiert. Nach seiner Entlassung am 23. Dezember 1933 nahm er Kontakt zu Rudolf Gebauer in Dohna auf. In der Widerstandsgruppe Gebauer war Schemmel führendes Mitglied und leitete eine Dreiergruppe. Schemmel und seine Gruppenmitglieder stellten Verbindungen zu Emigranten in der Tschechoslowakei und zur in Dresden illegal lebenden Olga Körner her. Sie verbreiteten antifaschistisches Schriftmaterial und unterstützten Spanienkämpfer sowie Angehörige inhaftierter Genossen. Im Frühjahr 1934 pachtete Schemmel in Übereinstimmung mit der illegalen Ortsgruppe der KPD in Dohna ein Flurstück auf der Ploschwitzer Höhe, das den Mitgliedern anschließend als illegaler Treffpunkt diente. Im Frühjahr 1938 nahm Schemmel an der illegalen Beratung in der Nähe der Lugschänke bei Heidenau teil. Rudolf Gebauer erörterte hier die politische Lage und sprach über die drohende Kriegsgefahr. Neben Schemmel waren unter anderem auch Arthur Schirmer aus Dohna und Walter Schmiedel aus Pirna-Zuschendorf zugegen. Am 21. Januar 1939 wurde Schemmel erneut verhaftet. Im Juni 1939 wurde er vom Volksgerichtshof in Dresden wegen „Vorbereitung zum Hochverrat“ zu viereinhalb Jahren Zuchthaus verurteilt. Im gleichen Prozess wurden Walter Hauptvogel aus Pirna zu fünfeinhalb Jahren und Arthur Schirmer aus Dohna zu sieben Jahren Zuchthaus verurteilt. Nach Verbüßung der Haftstrafe im Zuchthaus Waldheim wurde Schemmel jedoch nicht entlassen, sondern ins KZ Sachsenhausen verschleppt. Die Rote Armee befreite Schemmel während des Todesmarsches am 2. Mai 1945 in Grabow. 
Schemmel kehrte am 12. Juni 1945 nach Heidenau zurück. Trotz seiner durch die Haft geschwächten Gesundheit half er mit, die Ortsgruppe der KPD in Heidenau neu aufzubauen. Er wurde zu ihrem Ersten Vorsitzender gewählt. Darüber hinaus übernahm Schemmel verantwortliche Funktionen bei der Reichsbahndirektion in Dresden. Am 1. November 1945 verstarb Schemmel an den Folgen seiner langjährigen Haft.

## Ehrungen
- Nach ihm ist die Emil-Schemmel-Straße in Heidenau benannt.